# Carl Wilhelm Merseburger
Carl Wilhelm Merseburger (auch unter dem Pseudonym Paul Frank als Musikschriftsteller bekannt, * 12. Mai 1816 in Leipzig; † 18. Mai 1885 ebenda) war ein deutscher Musikwissenschaftler, Musikschriftsteller und Musikverleger.

## Leben und Werk
Carl Wilhelm Merseburger absolvierte in seiner Heimatstadt eine Buchhändlerlehre. Er trat nach abgeschlossener Lehre in das Verlagsunternehmen Vieweg in Braunschweig ein. Später arbeitete er für die Leipziger Verlage K.F. Köhler und G. Wigand. 1849 erwarb er den Verlag C.F. Meusel in Weißenfels an der Saale und gründete in Leipzig den Verlag Carl Merseburger. Er spezialisierte sich mit diesen Verlagen auf pädagogische und Musikliteratur. 1851 übernahm er die Schulmusikzeitschrift Euterpe. Gegen Ende des Jahrhunderts richtete er das Verlagsprogramm auf Kirchenmusik aus.
Neben seiner Verlagstätigkeit trat Carl Wilhelm Merseburger unter dem Pseudonym Paul Frank als Musikschriftsteller auf. Sein Taschenbüchlein des Musikers und sein Kleines (später Kurzgefaßtes) Tonkünstlerlexikon (Erstauflage 1860) sowie auch seine Geschichte der Tonkunst erlebten zahlreiche Auflagen. Das Kurzgefasste Tonkünstlerlexikon wurde von Wilhelm Altmann fortgeführt.